# Naturpark Korab-Koritnik
Der Regionale Naturpark Korab-Koritnik (albanisch Parku Natyror i Korab-Koritnikut) ist ein Schutzgebiet der IUCN-Kategorie IV in Ostalbanien. Benannt ist der Naturpark nach den Bergen Korab und Koritnik. Er ist Teil des Grünen Bands Europa, das ein großes Rückzugsgebiet und Bewegungskorridor für bedrohte Tiere und Pflanzen bildet. Der 555,5 Quadratkilometer große Park besteht aus alpinen Landschaften mit den höchsten Gipfeln des Landes, tiefen Tälern und Schluchten, Flüssen, glazialen Bergseen, Höhlen sowie Tannen- und Laubbaumwäldern. Teile des Parks sind von der Organisation Plantlife auch als Bedeutende Pflanzenschutzgebiete erkannt.

## Gebiet
Der Naturpark Korab-Koritnik liegt im ostalbanischen Grenzgebiet zu Kosovo und Nordmazedonien. Es umfasst die Westseite des Korabgebirges entlang der albanisch-nordmazedonischen Grenze mit der Maja e Korabit (2754 m ü. A.) als höchstem Punkt beider Länder und die nördlich anschließenden Berge Gjallica (2485 m ü. A.) und Koritnik (2393 m ü. A.) auf der albanisch-kosovarischen Grenze.
Westlich des Parks liegt das Tal des Schwarzen Drin, im Norden dasjenige des Weißen Drin, die sich bei Kukës zum Drin vereinigen. Im Osten geht die Region in die Šar Planina (albanisch: Sharr) über. Im Südwesten liegt Peshkopia, Hauptort der Region Dibra. Im Süden endet der Park am Dešat (2375 m ü. A.) nördlich der nordmazedonischen Stadt Debar.
An den Naturpark grenzen in Nordmazedonien der Nationalpark Šar Planina und der Mavrovo-Nationalpark, im Kosovo der Nationalpark Sharr.
Die abgeschiedene Bergregion ist eine wilde Berglandschaft. Das Gestein besteht mehrheitlich aus Schiefer und Kalkstein aus dem Paläozoikum und wild verworfener Kreide aus dem Trias. Innerhalb des Naturparks gibt es 25 Naturdenkmäler.

## Tier- und Pflanzenwelt
Die Region hat ein moderates feuchtes Kontinentalklima mit kalten, feuchten Wintern und trockenen, heißen Sommern. Aufgrund der großen Höhenunterschiede gibt es zahlreiche Vegetationsstufen mit einer großen Vielfalt an Fauna und Flora.
Neben felsigen hochalpinen Regionen gibt es Weideland und ausgedehnte Waldgebiete: Eichenwälder zwischen 400 und 900 m ü. A., darüber vor allem, Tannenwälder (Weiß-Tanne, Schwarzkiefer, Schlangenhaut-Kiefer, Rumelische Kiefer und Schwarz-Erle) und Buchenwälder bis 2000 m ü. A. Eine große Zahl von Wildblumen sind nachgewiesen.
Es sind 37 Säugetierarten nachgewiesen. Dazu gehören Braunbär, Wolf, der sehr seltene Balkanluchs, Reh, Wildschwein, Wiesel, Baummarder und Eichhörnchen. Greifvögel wie Steinadler, Gänsegeier, Wanderfalke, Mäusebussard, Habichte und Sperber, Uhu sowie das Auerhuhn und das Haselhuhn finden im Park ebenfalls eine Heimat.

## Tourismus
Der Tourismus ist in der Region nur schwach entwickelt. Ein Projekt zur Förderung ist der grenzüberschreitende High Scardus Trail.
Ausgangspunkte für Erkundigungen sind Peshkopia, Kukës und die Bergdörfer Radomira und Shishtavec.

## Bilder

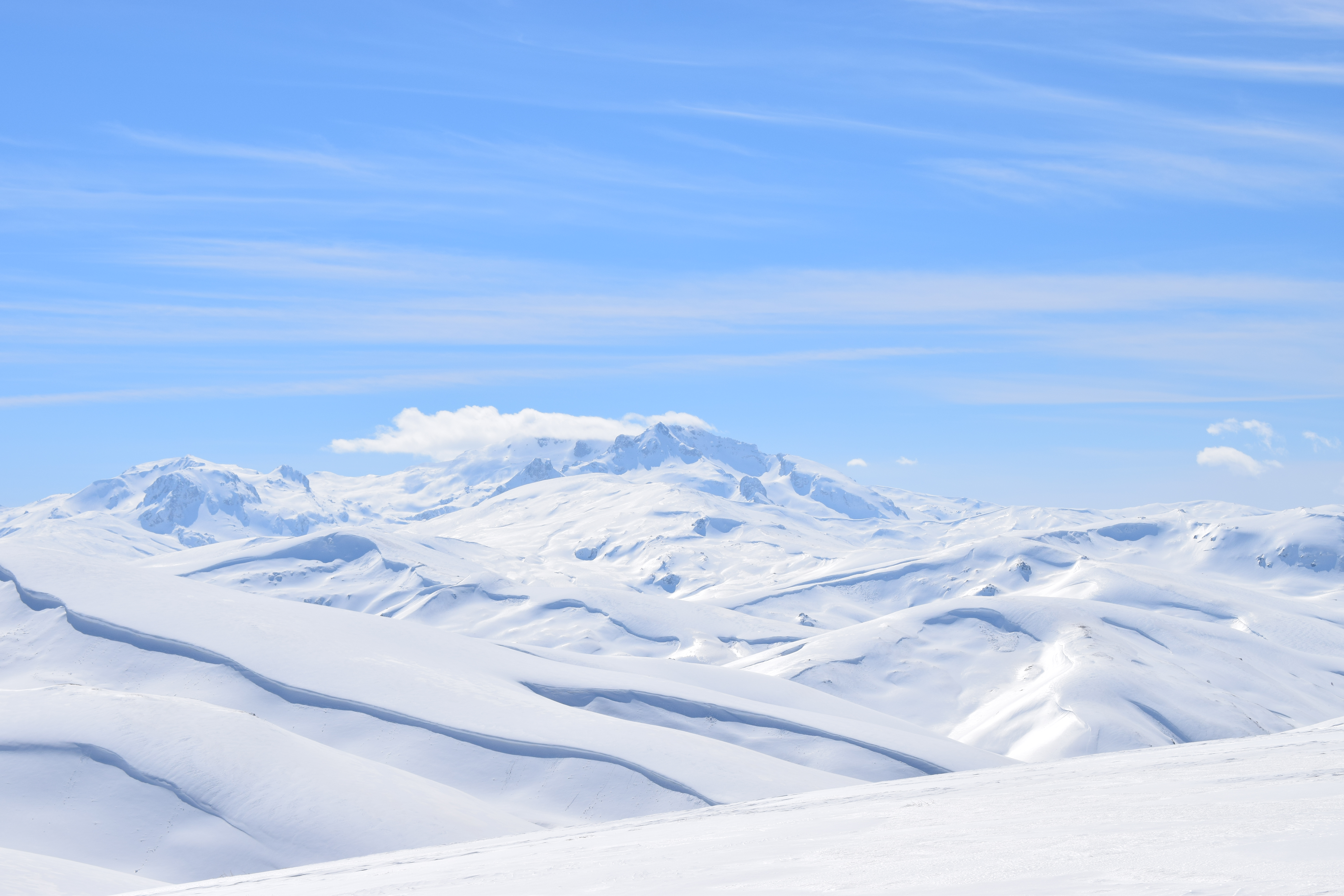
Korabgebirge
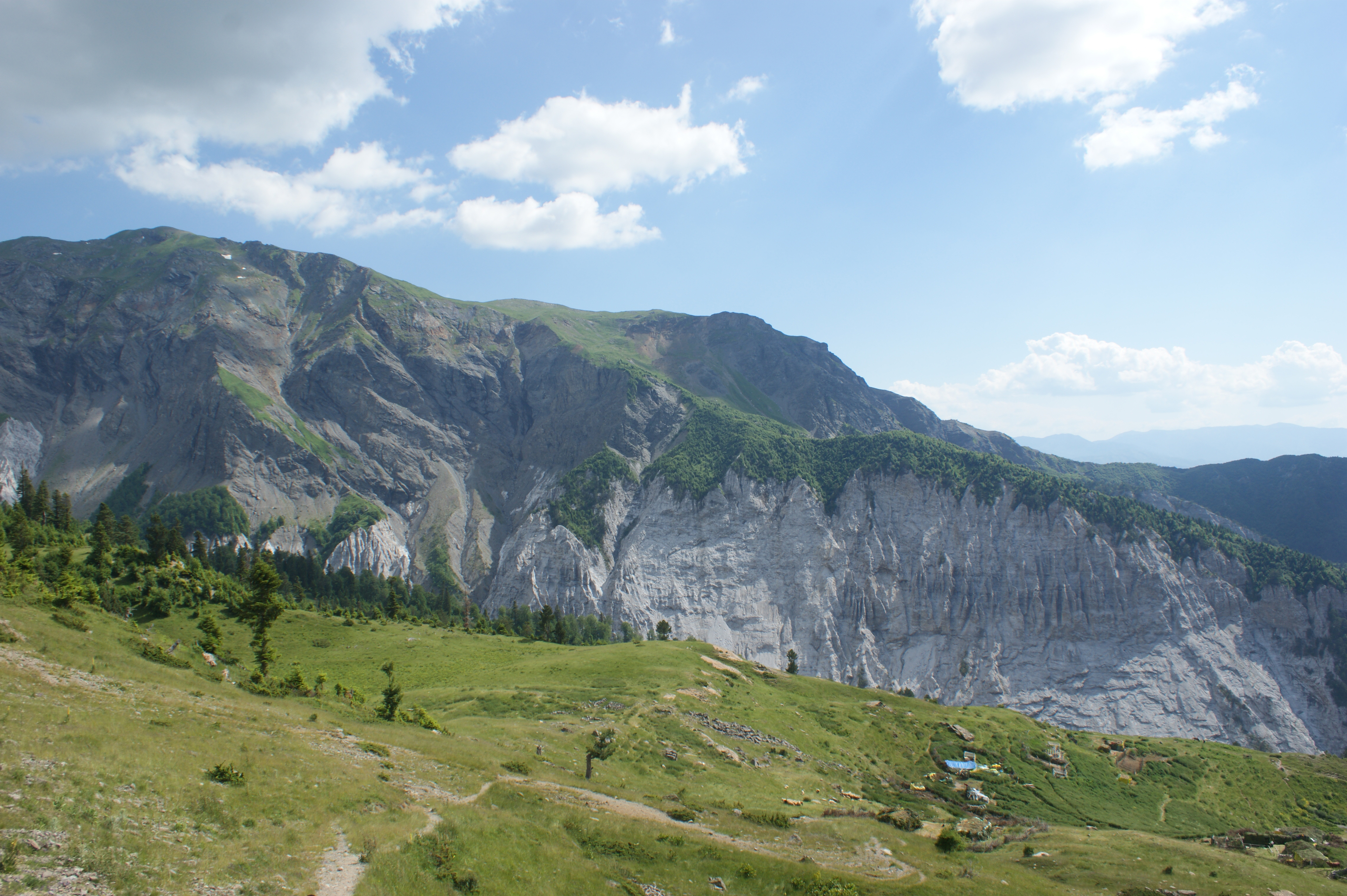
Mali i Gramës
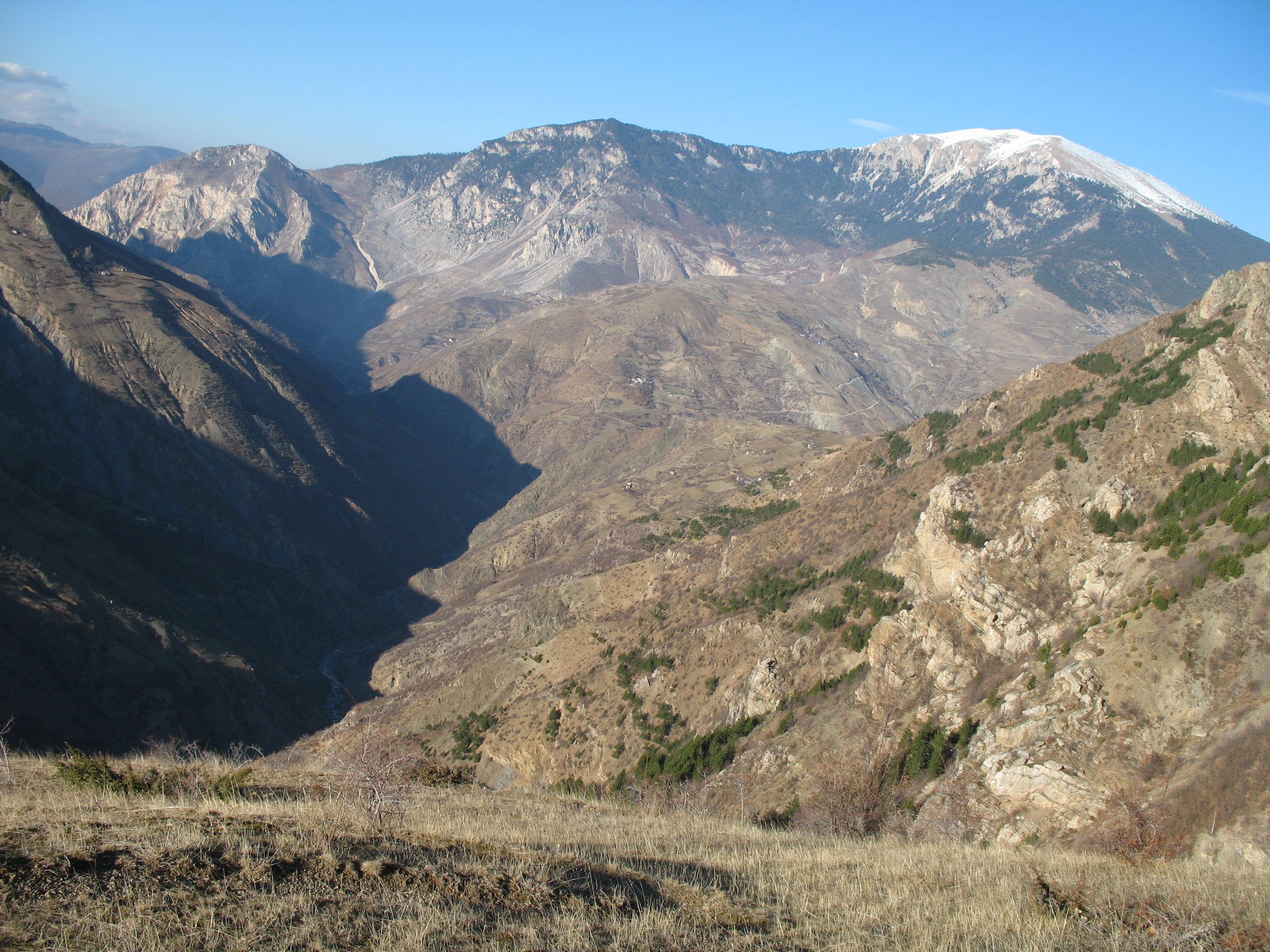
Koritnik und Gora
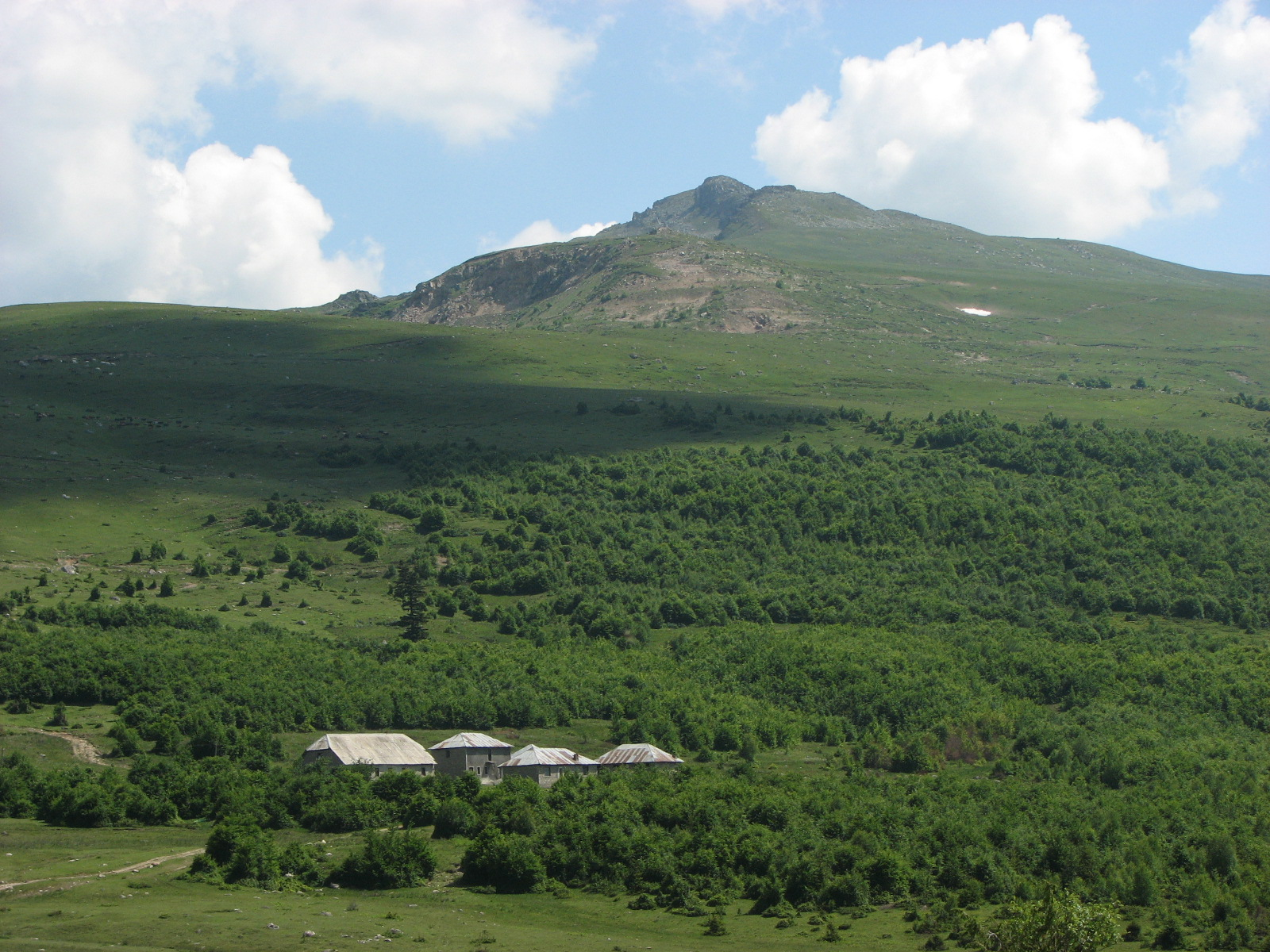
Kallabak
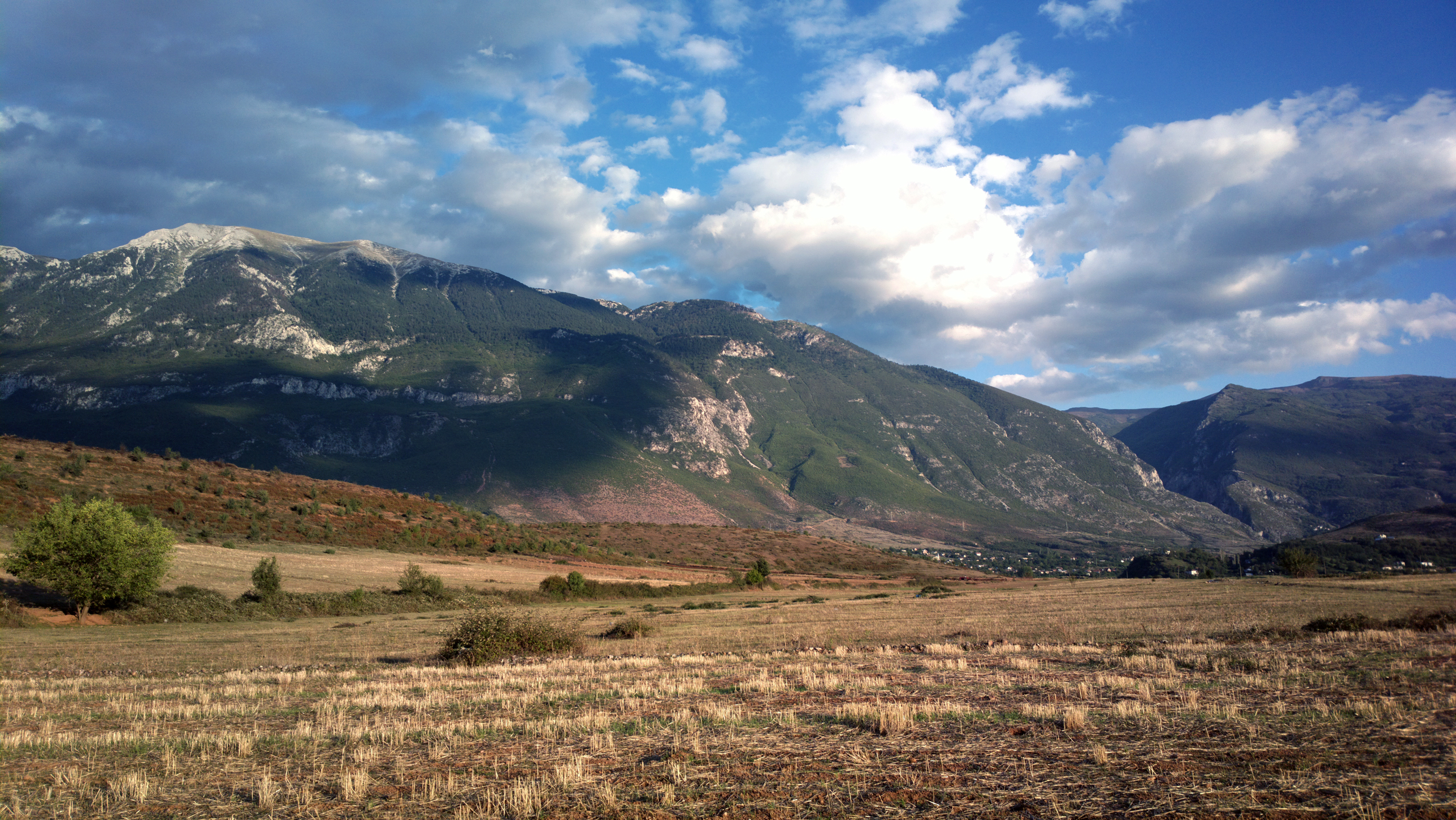
Gjallica